# Mia Lundberg
Maria ”Mia” Carolina Lundberg, född 11 april 1855 i Rone socken, död 1 september 1938 på Alören i Rådmansö socken, var en svensk operettsångerska och skådespelare.
Lundberg var dotter till sjökaptenen Carl Adolf Fredrik Romdahl. Efter sångstudier i Visby studerade hon vid Musikaliska akademien 1873.
Hon debuterade 1877 som Erika i A. Stenströms Västgötarna vid Bijouteatern i Stockholm. Under 1878 var hon knuten till Mindre teatern, och 1879–1894 reste hon som opera- och operettsångerska i landsorten. Från 1905 tillhörde hon som dramatisk skådespelerska maken Alfred Lundbergs turné.
Bland hennes musikroller märks bland annat titelrollerna i Sköna Helena, Madame Favart, Lille hertigen, Prinsessan av Trebizonde, Vackra tvätterskan, Rosenkind och Lilla frun. Erkännande för sina dramatiska roller fick hon först i sin makes sällskap, där hon bland annat gestaltade den litauiska tiggerskan i Hermann Sudermanns Midsommareld.
Hon gifte sig 1875 med kassören Carl Oskar Lindby, död 1877. Därefter gifte hon 1879 om sig med Alfred Lundberg.